# 그래도 못잊어
"그래도 못잊어"는 한국에서 제작된 김효천 감독의 1967년 영화이다. 김혜정 등이 주연으로 출연하였고 서종호 등이 제작에 참여하였다.

## 출연

### 주연
- 김혜정
- 최무룡
- 이경희
- 남궁훈

## 제작진
- 조명: 변중식